# 帕拉伊索 (聖保羅州)
帕拉伊苏是巴西圣保罗州的一个市镇。总面积154.558平方公里，总人口5559人，人口密度36人/平方公里。